# (2982) Muriel
(2982) Muriel est un astéroïde de la ceinture principale.

## Description
(2982) Muriel est un astéroïde de la ceinture principale. Il fut découvert le 6 mai 1981 à l'Observatoire Palomar par Carolyn S. Shoemaker. Il présente une orbite caractérisée par un demi-grand axe de 3,00 UA, une excentricité de 0,06 et une inclinaison de 10,2° par rapport à l'écliptique.

## Compléments